# Demetri II Paleòleg
Demetri Paleòleg (en grec:Δημήτριος Παλαιολόγος,Dēmētrios II Palaiologos), fou el setè governant de la província romana d'Orient de Morea que va fer servir el títol de dèspota. Des de jove va tenir mala relació amb el seu pare i amb els seus germans, en part perquè no estava d'acord amb la unió de l'Església Ortodoxa a la catòlica. Va intrigar diverses vegades però el van perdonar.
El govern de Morea el va exercir, a partir del 1449, conjuntament amb el seu germà Tomàs. Van ser els darrers administradors romans d'Orient d'aquesta regió, que va ser conquerida per l'Imperi Otomà. Demetri no compartia amb el seu germà la política envers l'Imperi Otomà, del qual va acceptar la superioritat.

## Orígens i accés al Despotat de Morea
Demetri era el cinquè fill de l'emperador romà d'Orient Manuel II Paleòleg i de la seva esposa Helena Dragaš. El seu avi matern era el príncep serbi Constantí Dragaš. Els seus germans eren els emperadors Joan VIII Paleòleg, Constantí XI Paleòleg. També eren germans Tomàs Paleòleg i Teodor II Paleòleg, dèspotes de Morea, i Andrònic Paleòleg, dèspota a Tessalònica.

## L'ovella negra de la família
Com altres germans seus, Demetri va rebre el títol de dèspota, que només era una distinció d'alt rang equivalent a príncep. El 1422 el seu pare li va conferir l'illa de Lemnos i esperava que en fos el seu administrador, però ell es va negar a viure a l'illa i sembla que se sentia menystingut respecte al tracte que rebien els seus germans perquè va marxar a la cort del rei Segimon d'Hongria el 1423, cercant protecció contra els germans i no va tornar a Constantinoble fins al 1427.
El novembre del 1437 va acompanyar el seu germà Joan al concili de Basilea, Ferrara i Florència, que havia d'unir l'Església Catòlica i l'Església Ortodoxa, però no es va lluir defensant els interessos del seu pare, ja que el van declarar enemic de la unió. El gener 1440 va tornar a Constantinoble passant per Venècia. El pare, disgustat per haver tornat abans d'hora i no haver aconseguit el que se li havia demanat, el va castigar enviant-lo primer a Lemnos i després el 1441 a governar Mesèmbria, vora la mar Negra.
El 23 d'abril del 1442 es va unir als otomans i va participar en un atac contra Constantinoble que va fracassar i com a conseqüència va estar empresonat durant un temps. El govern de Selímbria, que ell havia desitjat tenir, va ser concedit a Constantí i després a Teodor. El pare va morir el 31 d'octubre del 1448 mentre el seu germà gran Constantí, que l'havia de succeir, estava residint a Morea. Demetri va aprofitar per intentar usurpar el tron. Tot va quedar en no res, principalment gràcies a la intervenció de la seva mare, Eelena Dragaš. El seu germà el va perdonar i el va enviar el 1449 a Morea.

## Govern de Morea
Quan el seu germà Constantí, va marxar a Constantinoble per succeir el seu pare en el títol d'emperador, l'any 1448, Demetri va anar a Morea per ocupar el lloc vacant de Constantí. Feia anys que aquesta regió estava governada per dos germans seus: Constantí i Teodor i aquest darrer ja havia estat substituït pel seu germà menor Tomàs l'any 1443. Compartir el govern amb Tomàs no li va ser fàcil.
Des del 1447, amb la submissió de l'emperador i com a membres de l'Imperi Romà d'Orient que eren, Tomàs i Demetri van esdevenir vassalls del soldà otomà,cosa que implicava el pagament d'un tribut força quantiós. Al començament del setge que Mehmet II va establir a la ciutat de Constantinoble, un exèrcit otomà va ser enviat amb ordres de devastar el territori de Morea i amb l'objectiu d'impedir que Tomàs i Demetri poguessin enviar suport per desfer el setge de la capital. El 29 de maig del 1453, el soldà va ocupar Constantinoble però va permetre l'statu quo establert en l'administració, per tant Tomàs i Demetri van continuar en el càrrec de governants de Morea.
La situació va ser acceptada durant els dos primers anys. En aquell moment 30.000 albanesos comandats per Peter Bua es van revoltar contra els dos dèspotes, a causa de la inseguretat crònica i pel tribut que se'ls exigia que paguessin als otomans. Als albanesos se'ls va unir la població grega local, que van adoptar com a líder a Manuel Cantacuzè, i van anar a demanar suport militar a la República de Venècia. Tomàs i Demetri van apel·lar a Mehmet per sufocar la rebel·lió. La situació es va complicar amb una segona revolta, comandada per Giovanni Asano Zaccaria, fill del darrer príncep d'Acaia, Centurió II Zacaries, que reclamava els antics dominis del seu pare. Abans d'iniciar-se la rebel·lió, Giovanni havia estat empresonat per Tomàs però durant la confusió de la primera revolta va aconseguir que algú l'alliberés. Omar, el fill del governador otomà de Tessàlia Turakhan Beg va arribar el desembre del 1453. Després d'haver aconseguit la victòria sobre els rebels i d'haver alliberat el seu germà Ahmed que havia estat capturat pels romans d'Orient el 1446, va tornar a marxar. El maig del 1453 el setge de Constantinoble es va acabar i l'emperador Constantí XI va morir en la defensa.
Els revoltats de Morea, però, no es van donar per vençuts i l'octubre del 1454 Turakhan en persona es va veure obligat a intervenir. Després de saquejar algunes fortaleses els rebels van capitular. Turakhan va aconsellar als dos Paleòleg que acabessin amb les seves diferències si volien governar bé i va tornar al seu territori. El tribut es va reinstaurar en la mateixa quantitat que abans i els dèspotes van continuar amb la relació de vassallatge com anteriorment. Pel que fa als líders rebels, Boua va ser perdonat per Mehmet i el va nomenar representant del poble albanès; Giovanni va poder fugir primer es va establir a Venècia i després a la cort papal; Cantacuzè també va escapar i no se'n va tornar a saber res d'ell.
Tomàs no es conformava amb la submissió envers els otomans i va marxar a cercar suport en altres estats: la República de Gènova i el papa li'n van donar. Demetri que ja s'havia fet a la idea de ser un vassall de l'Imperi Otomà es va haver d'enfrontar a Tomàs. En un primer enfrontament Demetri va ser derrotat però va salvar la vida i va anar a cercar suport otomà. A mitjan maig del 1460 el soldà otomà va fer cridar Demetri a la seva presència però ell, que li tenia por, va enviar el seu cunyat Mateu. El soldà sentia respecte per Mateu però cap dels sumptuosos regals que li va portar van servir per apaivagar la ràbia que sentia per la covardia de Demetri. Mateu va ser empresonat i Mehmet en persona va dirigir un atac contra Mistràs, la capital de Morea. Demetri va rendir la ciutat el 29 de maig. A petició del soldà l'esposa de Demetri i la seva filla van sortir del seu refugi a Monemvasia per presenciar la submissió.
Tomàs va intentar aturar els otomans a la muralla que hi havia a l'istme de Corint, però va resultar ser massa llarga per ser defensada amb eficàcia per les forces de Tomàs i la muralla va quedar enderrocada. Tomàs va fugir amb la seva dona i els fills a Itàlia, on va ser reconegut com l'hereu legítim de l'Imperi Romà d'Orient, però no va tornar més.
Demetri va rebre com a apanatge la ciutat d'Ainos a Tràcia i part de les illes de Tassos i Samotràcia. Demetri va passar els següents set anys a Ainos, acompanyat de la seva esposa i del germà d'ella. Llavors van perdre el favor del soldà i van ser desposseïts. Segons el cronista Jordi Franza això va ser perquè Mateu, que estava a càrrec del monopoli de la sal, va permetre que els seus subordinats cometessin frau enganyant els oficials fiscals del soldà. Demetri, Teodora i Mateu van ser obligats a marxar d'Ainos i van anar a Demòtica on van viure amb gran pobresa. Després que Mateu va morir, el soldà es va compadir d'ells i els va permetre establir-se a Adrianòpolis, a prop d'on vivia la seva filla Helena i els va concedir una paga anual per a la supervivència. Helena va morir jove, el 1469, i els seus pares van ingressar en un monestir. Demetri, va prendre el nom monàstic de David i va morir el 1470, Teodora uns mesos després.

## Matrimonis i descendència
Demetri Paleòleg es va casar probablement tres vegades. La seva primera esposa va ser la filla de Cantacuzè Estrabomites, i va ser entre el 1430 i el 1435. La segona esposa és coneguda només per l'apel·latiu «basilissa Zoè», i va morir el març o l'abril del 1436. La tercera —o la segona segons alguns autors— s'anomenava Teodora Asanina i era filla de Pau Asanes, aquest matrimoni es va fer el 1441. Amb ella va tenir almenys una filla:
- Helena Paleòloga (morta abans del 1470). Va formar part de l'harem del soldà otomà.[10]

S'ha discutit la possibilitat que Joan Ducas Àngel Paleòleg Raül Làscaris Tornici Filantropè Assèn, esmentat en una tomba infantil en un monestir del Peloponès, sigui un fill de Demetri i Teodora.